# Sukhoi Su-28
El Sukhoi Su-28 (en ruso: Сухой Су-28), también conocido como Su-25UT (Uchebno-Trenirovochnyy) es un avión de entrenamiento a reacción, derivado del Sukhoi Su-25UB, surgido como una iniciativa privada del fabricante ruso Sukhoi. El Su-28 nació como una propuesta para reempazar al Aero L-39 Albatros. Al contrario del Su-25UB, el Su-28 carece de sistemas para portar armamento, así como presenta una reducción en su aviónica y en los sistemas de la aeronave.

## Diseño y desarrollo
El Su-28 es una aeronave robusta y de alta maniobrabilidad. Al igual que el MiG-29, tiene la capacidad para operar desde pistas de aterrizaje de segundo nivel sin asfaltar, carreteras y aeropuertos comerciales, a la vez que ofrece buenas características, rendimiento de vuelo y un bajo coste de mantenimiento. También es capaz de soportar tomas duras en el aterrizaje, lo que permite ser una aeronave mejor adaptada para el entrenamiento. Su radio operativo se puede ampliar gracias a la instalación de cuatro depósitos subalares, cada uno de 800 litros de capacidad, para aumentar su alcance.
Las principales diferencias entre el Su-28 y la versión biplaza del Sukhoi Su-25, denominada Su-25UB, son en el ámbito de capacidad de ataque, ya que el primero carece de sistemas de adquisición de objetivos, la ausencia de sistemas de operación de armamento, la falta de ametralladoras internas y la falta de pilones de armas, por ser un modelo básico de entrenamiento de pilotos. También el Su-28 se diferencia porque no dispone de blindaje para proteger los motores, pero por ser un diseño nuevo tiene controles avanzados de vuelo fly-by-wire, que se aplicaron a otros modelos de aviones de entrenamiento.

## Usuarios
Rusia
- Fuerza Aérea Rusa

## Especificaciones
Referencia datos: Sukhoi SU-28 datos

### Características generales
- Tripulación: 2
- Longitud: 15,4 m (50,4 ft)
- Envergadura: 14,4 m (47,1 ft)
- Altura: 4,8 m (15,7 ft)
- Superficie alar: 33,7 m² (362,8 ft²)
- Peso vacío: 4500 kg (9918 lb)
- Peso cargado: 12 000 kg (26 448 lb)
- Peso máximo al despegue: 17 222 kg (37 957,3 lb)
- Planta motriz: 2× Turbofán TRD R-95Sh.
  - Empuje normal: 40 kN (4079 kgf; 8992 lbf) de empuje cada uno.
- Capacidad de combustible interno: 2750 kg

### Rendimiento
- Velocidad máxima operativa (Vno): 950 km/h (590 MPH; 513 kt)
- Alcance: 1000 km (540 nmi; 621 mi)
- Techo de vuelo: 7000 m (22 966 ft)
- Régimen de ascenso: 60 m/s (11 811 ft/min)
- Limite de fuerzas G: +6G

### Desarrollos relacionados
- Sukhoi Su-25
- Yakovlev Yak-130

### Aeronaves similares
- Aero L-59
- IAR 99
- Mikoyan MiG-AT
- Soko G-4 Super Galeb